# Ostřice plazivá
Ostřice plazivá (Carex repens, syn. Carex posnaniensis, Carex arenaria subsp. arenaria var. repens, Vignea repens) je druh jednoděložné rostliny z čeledi šáchorovité (Cyperaceae). České jméno ostřice plazivá není dosud příliš zažité, ale uvádí ji tak Dostál (1989) pod jménem tuřice plazivá jako druh, který v bývalém Československu dosud nebyl nalezen.

## Popis
Jedná se o rostlinu dosahující výšky nejčastěji 25-50, vzácně až 90 cm. Je vytrvalá, netrsnatá s dlouhými oddenky, které jsou 2–2,5 mm silné, čupřinaté.
Lodyhy jsou trojhranné. Čepele listu jsou asi 2–3, vzácně až 4 mm široké. Ostřice plazivá patří mezi stejnoklasé ostřice, všechny klásky vypadají víceméně stejně. U ostřice plazivé jsou si klásky navzájem podobné, nicméně jsou poměrně výrazně funkčně odlišeny (trochu výjimka mezi stejnoklasými ostřicemi) a asi by šla zařadit i mezi různoklasé ostřice. Květenství se skládá nejčastěji ze 8–12 klásků., klásky jsou podlouhlé, asi 1–1,5 cm dlouhé. Dolní klásky jsou čistě samičí, střední oboupohlavné (nahoře samčí, dole samičí), horní jsou samčí. Okvětí chybí. Blizny jsou většinou 2. Plodem je mošnička, která je cca 4–5,5 mm dlouhá, vejčitě kopinatá, bledě zelená, na okrajích křídlatá, na vrcholu zakončená dlouhým dvouklaným zobánkem.

## Rozšíření
Ostřice plazivá je evropský druh, je rozšířena ve Francii, Německu, Itálii, Rakousku, vzácně v Polsku (7 lokalit), dále v Maďarsku a Rumunsku. Ostřice plazivá je podobná a příbuzná v ČR relativně běžnému druhu ostřice dvouřadá (Carex disticha).